# Dobrná
Dobrná é uma comuna checa localizada na região de Ústí nad Labem, distrito de Děčín.